# Гречишкин, Сергей Сергеевич
Серге́й Серге́евич Гречи́шкин (псевдоним — Васи́лий Приго́дич; 24 марта 1948, Берлин — 3 декабря 2009, Петергоф) — советский и российский поэт, эссеист, литературный критик, литературовед, историк русской литературы конца XIX — начала XX веков.

## Биография
Сергей Сергеевич Гречишкин родился 24 марта 1948 года в Берлине в семье петербуржцев-ленинградцев. Отец — Гречишкин Сергей Васильевич (полковник, военный врач, рентгенолог и радиолог, автор монографий), мать — Пригодич Валентина Артемьевна (преподаватель немецкого языка). Брат — доктор физико-математических наук, профессор Гречишкин Вадим Сергеевич.
В 1971 году окончил отделение русского языка и литературы Филологического факультета Ленинградского государственного университета. Занимался в «брюсовском» и «блоковском» семинарах П. Н. Беркова и Д. Е. Максимова.
В 1975 году окончил аспирантуру Института русской литературы Российской академии наук (Пушкинский Дом, ИРЛИ).
В 1971—1973 — ст. редактор журнала «Правоведение».
В 1973—1985 — мл. научн. сотрудник ИРЛИ РАН.
С 1985 года — научное-публицистическое творчество в качестве историка литературы.
Автор 5 сборников стихов, 3 сборников статей и свыше 200 историко-литературных и критических работ.
Печатался в журналах, альманахах и газетах: «Новый мир», «Звезда», «Русская литература», «Труды по знаковым системам» (Тарту), «Новое литературное обозрение», «Wiener Slawistischer Almanach», «Смена» (СПб.), «Вести» (Таллинн) и др.
Член Союза писателей Санкт-Петербурга, член Международного ПЕН-клуба (Русский ПЕН-центр).
Скончался 3 декабря 2009 года в Петергофе. Похоронен на Пороховском кладбище Санкт-Петербурга.

## Поэтическое творчество
Стихи начал писать в период учёбы в средней школе.
В 1970-80-е годы «чужеродность поэзии Гречишкина канонам советской литературы была столь очевидной, что об издании его стихов не могло быть и речи».
Поэтический дебют Гречишкина (из 9 стихотворений) состоялся в журнале «Грани»:
- Василий Пригодич. Из книги «Картонные личины» // Грани. Изд. «Посев». 1982. № 126. С. 49-57.

Первое публичное чтение его стихов прошло в мае 1989 года в ленинградском Доме культуры работников пищевой промышленности.

Тексты на самом деле и не слишком мои, ибо я человек комедийно добрый, а стихи зачастую злые. Всё это диктуется некоей внеположной (скажем так) силой, о природе которой я никогда не смею задумываться.
— Гречишкин С. С. о своих стихах.
По мнению Г. В. Маркелова, Гречишкина «трудно отнести к кругу питерского литературного „андеграунда“ или вообще причислить к какой-либо литературной группе». «Самость» его поэзии обусловлена «основательными общегуманитарными познаниями автора, его особым духовным опытом». Гречишкин С. С. — «продолжатель классических традиций петербургской школы поэзии».

Поэзия Пригодича — не что иное, как новейшая версия поэтического осмысления мистико-большевистской утопии, это полемика, выдержанная в стилистике русского символизма, но взрывающая её изнутри, это актуальное продолжение горячечного спора, затеянного ещё Вл. Соловьёвым и подхваченного лагерными дискуссиями на Соловках и Колыме, в русском Берлине, Праге и Париже.
— Виктор Кривулин. («Арион. Журнал поэзии». 2014. № 3).

## Научное творчество
Свыше 70 трудов С. С. Гречишкина (исследовательские статьи, публикации документов, подготовка текстов, комментарии) посвящены творчеству Андрея Белого, А. Блока, В. Брюсова, М. Волошина, Ремизова, Ф. Сологуба, В. Зоргенфрея, Ю. Балтрушайтиса, Б. Пастернака и др.
Значительная часть работ создана в соавторстве с академиком РАН А. В. Лавровым. Избранные совместные их работы объединены в книгу:
- Гречишкин С. С., Лавров А. В. Символисты вблизи. Статьи и публикации. — СПб.: Скифия, ИД «Талас». 2004. — 400 с. — ISBN 5-98620-003-9

Словосочетание «Гречишкин-Лавров» превратилось тогда в нечто вроде фамилии горячо любимого обоими Иванова-Разумника. Причём разумником в этом творческом тандеме поначалу был именно Гречишкин.
— Виктор Топоров. (Газета «Частный корреспондент», 13.12.2009).
Труды С. С. Гречишкина по Серебряному веку «вошли в научную классику».

## Интернет-творчество
Являлся постоянным автором интернет-изданий «Лебедь» (Бостон), «Невская ассамблея» (СПб.), «Верлибр» (СПб.) и др. Член редакционных коллегий интернет-журналов «Русский переплёт» и «Поэзия. Ру».
С. С. Гречишкин — «один из самых известных персонажей» в русской сетевой критике, «прожжённый профессионал сетевой словесности».

## Труды

### Сборники стихов
- Василий Пригодич. Картонные личины. Стихи. — Л.: Худож. лит.: Ленингр. отд-ние: ЛКК «Редактор», 1990. — 48 с.
- Василий Пригодич. Пришелец земли. Стихи. — СПб.: 1995. — 128 с.
- Василий Пригодич. Ветер в ничто. Стихотворения. — СПб.: Геликон Плюс, 2001. — 206 с. — ISBN 5-93682-055-6
- Василий Пригодич. Начальник Тишины. Стихи. — М.: ППП Типогр. «Наука», 2006. — 222 с.
- Василий Пригодич. Дольмен из снега. Стихи. — М.: Арфа, 2008. — 31 с. — ISBN 978-5-91284-009-8

### Сборники статей
- Василий Пригодич. Кошачий ящик : избр. заметки для газеты «London Courier», литературного интернет-журнала «Русский переплёт» и сетевого альманаха «Лебедь». — СПб.: Геликон Плюс, 2004. — 255 с. — ISBN 5-93682-120-X
- Василий Пригодич. Собачий ящик : избр. заметки газеты «London Courier», литературного интернет-журнала «Русский переплёт» и сетевого альманаха «Лебедь». — СПб.: Геликон Плюс, 2004. — 225 с. — ISBN 5-93682-176-5
- Василий Пригодич. Обезьяний ящик. — СПб.: 2018. — 551 с.

### Избранные научные публикации
- В. Я. Брюсов. Переписка с Андреем Белым. В. Я. Брюсов. Переписка с Вячеславом Ивановым / Вступит. статьи и публ. С. С. Гречишкина, А. В. Лаврова, Н. В. Котрелева // Литературное наследство. Т. 85. Валерий Брюсов. — М.: 1976. С. 327—545.
- Гречишкин С. С. Архив А. М. Ремизова // Ежегодник Рукописного отдела Пушкинского Дома на 1975 год. — Л.: Наука, 1977. С. 20—45.
- Гречишкин С. С. Ранняя проза Брюсова // Русская литература. 1980. N 2. С. 200—208.
- Гречишкин С. С. Новеллистика Брюсова 1900-х годов (сборник рассказов и драматических сцен «Земная ось») // Русская литература. 1981. N 4. С. 80—90.
- Гречишкин С. С., Лавров А. В. О стиховедческом наследии Андрея Белого // Структура и семиотика художественного текста. Труды по знаковым системам. Вып. 12. — Тарту: 1981. С. 97—146.
- Гречишкин С. С., Долгополов Л. К., Лавров А. В. Примечания // Андрей Белый. Петербург. Роман в восьми главах с прологом и эпилогом. Серия Литературные памятники. — Л.: Наука, 1981. С. 641—692.
- Гречишкин С. С. , Лавров А. В. Комментарии // Борис Пастернак. Воздушные пути. Проза разных лет. — М.: Советский писатель, 1982, 1983.
- Гречишкин С. С. Иннокентий Анненский. Юргис Балтрушайтис. Максимилиан Волошин // История русской литературы. Т. 4. Литература конца XIX — начала XX века. (1881—1917). — Л.: Наука, 1983. С. 471—479.
- Валерий Брюсов. Повести и рассказы / Сост., вступит. статья и прим. С. С. Гречишкина и А. В. Лаврова. — М.: Советская Россия, 1982.
  - То же. — М.: Изд. Правда. 1988.
- Гречишкин С. С., Лавров А. В. Биографические источники романа Брюсова «Огненный Ангел» // Ново-Басманная, 19. — М.: Художественная литература. 1990. С. 530—580.
- Маркелов Г. В., Гречишкин С. С. В. И. Малышев в переписке с русскими советскими писателями // Древлехранилище Пушкинского Дома: материалы и исследования. — Л.: 1990. С. 281—290.
- Маркелов Г. В., Гречишкин С. С. В. И. Малышев в переписке с деятелями советской культуры // Древлехранилище Пушкинского Дома: материалы и исследования. — Л.: 1990. С. 291—298.
- Карпов И. С. По волнам житейского моря / Публ. С. С. Гречишкина и Г. В. Маркелова. Вступит. статья Г. В. Маркелова // Новый мир. 1992. № 1. С. 7—76.
- Луковская Д. И., Морозов В. И., Гречишкин С. С. Сперанский: Краткий очерк жизни и деятельности // М. М. Сперанский. Жизнь, творчество, государственная деятельность. Сб. статей. — СПб.: 2000. С. 3—67.

### Воспоминания
- Гречишкин С. С. Я человек старорежимный // Интернет-альманах «Лебедь», 28.07.2005

## Избранные интервью и выступления в СМИ
- Интервью Татьяны Калашниковой с Василием Пригодичем // Общественно-политический еженедельный альманах «Лебедь», 25.04.2004
- Иван Толстой. Программа «Русские символисты». Гости — Александр Лавров и Сергей Гречишкин // Радио «Свобода», 5.02.2006
- Интервью Юлии Ли с Василием Пригодичем: «Философия доброго критика: „12 сигар в день, литр коньяка и никакого спорта“» // Новости Петербурга. 2006. № 28 (455). 25-31 июля. С. 23. (Републикация интервью в альманахе «Лебедь», 30.07.2006)

## Семья
Супруга — Дженевра Игоревна Луковская. Сын — Сергей (род. 1971).

## Увлечения
Животные, птицы, общение с природой, киноискусство. Владел немецким языком.

## Из отзывов на сборники стихов Василия Пригодича
- «„Картонные личины“ построены на постоянном внутреннем диалоге автора с классическими текстами, книга читается как дословная черновая запись горячечного спора все о том же — о судьбе России, о приключеньях индивида на этой маленькой планетке, — сколько об этом было говорено в 70-е годы во время бесконечных кухонных застолий, ставших в те годы единственной формой свободного выражения общественного мнения! Но то, что активными и непосредственными оппонентами, собеседниками (едва ли не собутыльниками) Пригодича оказываются Г. Державин, А. Пушкин, Ф. Тютчев, К. Случевский, А. Блок, Андрей Белый, В. Ходасевич, Н. Клюев, Б. Пастернак, А. Солженицын, придаёт речевой атмосфере сборника высоту, недосягаемую для большинства современных русских поэтов»[13].
- «Конец XX века — ужасное время для поэтических поисков и стихотворного строительства. Всё, что ни напишешь, уже было. Сотни подражателей и тысячи эпигонов наступают на пятки классикам. Василий Пригодич не участвует в этой игре. В своей алхимической лаборатории он смешивает поэтические строки, написанные Державиным и Пастернаком, Блоком и Мандельштамом. И ещё десятком известных поэтов. Для того, чтобы выяснить, „что есть поэзии сакральное зерно“»[14].
- «Сквозная и ведущая тема поэтического творчества Василия Пригодича — тема Смерти и Воскрешения… Поэт не щадит гуманистические идеалы прошлого именно потому, что они обнаружили в XX веке свой утопически агрессивный и тоталитарный дух, обернулись против Человека, почти неузнаваемо обезобразили его божественный лик… Но не угасает надежда на возвращение Бога, на воскрешение Человека. Поэт ждет возвращения Бога после почти целого столетия забвения его Человеком»[15].
- «В коммунистические времена о публикации его стихов не могло быть и речи — это были „не те стихи“: в них не было ничего жизнеутверждающего, светлого или хотя бы детски трогательного и наивного, что мог стерпеть официоз. В итоге Сергея Гречишкина как поэта хорошо знали лишь в относительно нешироком культурном кругу. …Доминирующее настроение Гречишкина-поэта — горечь, слитая воедино с угрюмой самоиронией. В этом нет ничего удивительного — таковым было и время, в которое довелось поэту жить, время тихого внутреннего саморазложения огромной страны, бурный финал которого, перепутанный с фантастическими надеждами и полный неслыханных событий, мы с вами и видим ныне. Есть старое мнение, согласно которому художник должен быть выше времени и, в сущности, „превыше всего“. Мы так не думаем. Здесь, на земле, человеку не избавиться от времени, и неспособность чувствовать и выражать его — как слепота. Не интересно читать романы или, тем более, стихи, которые „превыше всего“ — они всегда надуманны. Этой последней черты, надуманности (кстати, вовсе не редкой) в поэзии Сергея Гречишкина решительно нет. Он — не творец вымышленных миров, не создатель напыщенной „зауми“, а тонко чувствующий человек, создавший относительно простыми поэтическими средствами выразительную и (подчеркнем!) чуждую позы лирическую исповедь в стихах»[16].

## Стихи, посвящённые Василию Пригодичу
- Калашникова Татьяна. Пробуждение. Василию Пригодичу (рус.) // ИнтерЛит. — 2004. — Июль.

## Память
- 15 декабря 2009 года на Радио «Свобода» вышла в эфир программа «Памяти филолога и критика Сергея Гречишкина».
- [Некролог:] Литутраты // Литературная газета. 2009. № 50. 9—16 декабря. С. 6.
- 13—14 октября 2010 года в Пушкинском Доме состоялись XIV научные чтения Рукописного отдела, посвящённые памяти Людмилы Ивановны Кузьминой (1924—2010) и Сергея Сергеевича Гречишкина (1948—2009)[17].
- В 2010 году в Петербургском ПЕН-клубе прошёл вечер памяти С. С. Гречишкина[12].
- В 2010 году в Рукописном отделе ИРЛИ РАН сформирован Фонд № 876 — «Гречишкин Сергей Сергеевич (1948—2009) — поэт, литературовед»[18].